# Heavy-rotation
Heavy-rotation denumește difuzarea unor piese noi la posturile de radio și de televiziune cu o frecvență foarte mare, în scopul promovării.